# アンドレア・ステラ
アンドレア・ステラ（Andrea Stella、1971年2月22日 - ）は、イタリア出身の自動車技術者、モータースポーツマネージャー、工学博士（機械工学）。
自動車レースのフォーミュラ1（F1）で活動し、スクーデリア・フェラーリを経て、2015年からマクラーレン・レーシングに移籍。2023年から同チームのチーム代表を務めている。

## 経歴
ローマ・ラ・サピエンツァ大学で航空工学を学び、乱気流に関する論文で卒業。ローマにあるイタリア海軍のテスト部門で職に就き、そこで機械工学の学位を取得。ドイツ航空宇宙センターと協力して炎の流体力学に関する論文を発表し、2000年に機械工学の博士号（PhD）を取得。
博士課程の段階で指導教官にF1に興味を持っていることを伝えていたことから、スクーデリア・フェラーリからエンジニアの募集が大学に来た際にステラは大学からの推薦対象となった。

### フェラーリ
2000年からスクーデリア・フェラーリにエンジニアとして加入し、テストチームのパフォーマンスエンジニアとしてキャリアを始めた。
その後、レースチームのエンジニアとなり、2002年から2006年にかけてミハエル・シューマッハ、2007年から2008年にかけてキミ・ライコネンのパフォーマンスエンジニアを務めた。
2009年にレースエンジニアに昇格し、同年にライコネンを担当し、2010年から2014年にかけてフェルナンド・アロンソを担当した。この間、2010年と2012年はアロンソがタイトルを僅差で争い、両年ともタイトルは逸したものの、この5年間でアロンソとの間に強固な絆を築いた。

### マクラーレン
2015年、アロンソの移籍に付き従う形でマクラーレンに移籍し、移籍当初はレースオペレーションの責任者に就任し、2018年にはパフォーマンスディレクター、2019年にはレーシングディレクターに昇格した。パフォーマンスディレクターに昇格したい祭、国際自動車連盟（FIA）との交渉役も任されるようになった。
2019年にレーシングディレクターとなったステラは、同年にマクラーレンのチーム代表に就任したアンドレアス・ザイドルの下、テクニカルディレクターのジェームス・キー、プロダクションディレクターのピアース・シン（Piers Thynne）とともに、ザイドルを支える三頭体制を形成した。

#### チーム代表
2023年
2022年末にザイドルがチームを去ったことに伴い、2023年にマクラーレンのチーム代表に昇格。この年のマクラーレンは序盤戦は不調で、第10戦オーストリアGP終了時点で表彰台獲得はなく、ランキングは6位に沈んでいた。ステラは開発責任者だったジェームス・キーを開幕直後に更迭し、ピーター・プロドロモウを中心とした体制でMCL60を改修させた。第11戦イギリスGPで投入したアップデートが成功したこともあって、後半戦は表彰台の常連となった。
ステラはF1を「エアロダイナミクス競技」だと考えており、チーム代表になった際にレッドブルからロブ・マーシャルを引き抜いた。2023年後半の躍進は、このマーシャルの抜擢が大きかったと言われている。
2024年
代表就任2年目となる2024年、第6戦マイアミGPにて、ランド・ノリスが優勝した。これはステラがチーム代表になってから初の勝利で、ノリスにとっても初優勝、マクラーレンとしては3年ぶりの優勝だった。ノリスに続いて、オスカー・ピアストリも第13戦ハンガリーGPで初優勝、チームにとってのシーズン2勝目を挙げる。この時点でチームはコンストラクターズランキング2位に浮上し、それに貢献したステラは高く評価され、8月にはチームとの契約が複数年延長された。
この年、マクラーレンは第5戦中国GP終了時点ではランキング首位のレッドブル・レーシングに99ポイント、2位のフェラーリにも55ポイントもの差を付けられていた。第6戦マイアミGPで投入されたアップデートでMCL38の競争力は向上し、シーズン中盤以降はノリスとピアストリが優勝争いに頻繁に絡むようになり、マクラーレンは第17戦アゼルバイジャンGPでレッドブルを逆転してランキング首位に立ち、最終的にシーズン6勝を挙げ、この年のコンストラクターズタイトルを獲得した。
2022年以前に低迷していたチームを技術部門の再構築という方法で立て直したステラは、チームの躍進の原動力になったと評価されている。

## 人物
チームを陰で支える役割を担ってきており、注目を浴びることを好むタイプではないと言われている。
フェラーリ時代について、2007年までチーム代表だったジャン・トッドから多くを学んだと述べており、「チームに対する驚くべき献身ぶり、そして何かに心血を注ぐということは、どういうことなのかを教えてくれた」と語っている。また、トッドの後任のステファノ・ドメニカリについても「敬意を持って人々に接し、意見に耳を傾け、エゴイズムを抑えてプロジェクトを進行させる模範を示してくれた」と述べている。